# Episodi de La casa del guardaboschi (decima stagione)
La decima stagione della serie televisiva La casa del guardaboschi è in onda dal 31 dicembre 1999 al 31 marzo 2000 sul canale ZDF.
| nº       | Titolo originale                  | Titolo italiano | Prima TV Germania | Prima TV in italiano |
| -------- | --------------------------------- | --------------- | ----------------- | -------------------- |
| Speciale | Silvester 1999: reine Nervensache |                 | 31 dicembre 1999  |                      |
| 1        | Lupus heißt der Wolf              |                 | 7 gennaio 2000    |                      |
| 2        | Feuervögel                        |                 | 14 gennaio 2000   |                      |
| 3        | Das Land so weit                  |                 | 21 gennaio 2000   |                      |
| 4        | Standpunkte                       |                 | 2 luglio 2001     |                      |
| 5        | Projekt Galapagos                 |                 | 9 luglio 2001     |                      |
| 6        | Der Waschbär                      |                 | 16 luglio 2001    |                      |
| 7        | Schwierige Entscheidungen         |                 | 18 febbraio 2000  |                      |
| 8        | Alles zusammen                    |                 | 25 febbraio 2000  |                      |
| 9        | Spuren im Wasser                  |                 | 3 marzo 2000      |                      |
| 10       | Überraschender Besuch             |                 | 10 marzo 2000     |                      |
| 11       | Gefühle und Geheimnisse           |                 | 17 marzo 2000     |                      |
| 12       | Hochzeit                          |                 | 24 marzo 2000     |                      |
| 13       | Rettung aus der Luft              |                 | 31 marzo 2000     |                      |